# دون مكومب
دون مكومب (بالإنجليزية: Don McComb)‏ هو لاعب كرة قدم أمريكية أمريكي، ولد في 24 مارس 1934، وتوفي في 3 يونيو 2018.

## وصلات خارجية
- دون مكومب على موقع مرجع كرة القدم المحترفة.كوم (الإنجليزية)